# Сборная Мексики по пляжному футболу
Сборная Мексики по пляжному футболу (исп. Selección de fútbol playa de México) — национальная команда, которая представляет Мексику на международных соревновательных дисциплинах по пляжному футболу. Управляется Федерацией футбола Мексики. Сборная Мексики 6 раз участвовала в чемпионатах мира, а лучшим её результатом является выход в финал на турнире 2007 года. В 2024 году команда выступит на чемпионате мира в ОАЭ.
По состоянию на ноябрь 2023 года Мексика в мировом рейтинге пляжного футбола занимает 21 место.

## История
Впервые на международном уровне сборная Мексики выступила в 1995 году на Кубке Майами, где заняла третье место, опередив сборную США. Дебют Мексики на чемпионате мира состоялся в 2007 году. Тогда команда смогла выйти в финал, где уступила бразильцам (2:8). В общей сложности Мексика 6 раз играла на мундиале, но результат самого первого выступления остаётся самым лучшим в её истории.
Сборная Мексики участвовала во всех розыгрышах чемпионата КОНКАКАФ, где четыре раза занимала первое место (2008, 2011, 2015, 2019), дважды финишировала с серебряными наградами (2007, 2017) и два раза оставалась с бронзой (2009, 2013). Команда пять раз выступала на Межконтинентальном кубке, но ни разу не преодолевала групповой этап. Лучшим результатом на Мундиалито стало третье место на турнире 2011 года. В 2019 году мексиканцы были участниками Всемирных пляжных игр, которые прошли в Дохе, Катар.
На домашнем турнире под названием Кубок Акапулько Мексика в 2023 году заняла второе место.

## Состав
Состав сборной Мексики для участия в чемпионате мира по пляжному футболу 2024 года в ОАЭ, объявленный в феврале 2024 года главным тренером Франсиско Кати.
| №  | Амплуа | Игрок              | Дата рождения / возраст | Клуб         |
| -- | ------ | ------------------ | ----------------------- | ------------ |
| 1  | Вр     | Габриэль Масиас    | 19.10.1991, 32 года     | без клуба    |
| 2  | Защ    | Эктор Асеведо      | 16.03.1992, 31 год      | без клуба    |
| 3  | ПЗ     | Саломон Вбиас      | 9.3.1996, 27 лет        | без клуба    |
| 4  | Уни    | Эдгар Портилья     | 29.03.1995, 28 лет      | Бока Хуниорс |
| 5  | ПЗ     | Пабель Монтес      | 26.8.1996, 27 лет       | без клуба    |
| 6  | ПЗ     | Алехандро Гарсия   | 21.2.1992, 31 год       | без клуба    |
| 7  | Нап    | Диего Мартинез     | 22.9.1988, 35 лет       | без клуба    |
| 8  | ПЗ     | Эноч Лопес         | 30.9.1993, 30 лет       | без клуба    |
| 9  | Нап    | Кристофер Кастильо | 07.12.1991, 32 года     | без клуба    |
| 10 | Уни    | Хосе Висскара      | 21.12.1990, 33 года     | без клуба    |
| 11 | Нап    | Рамон Мальдонадо   | 25.04.1988, 35 лет      | без клуба    |
| 12 | Вр     | Жанкоб Рамирез     | 11.11.2000, 23 года     | без клуба    |

## Достижения
Чемпионат мира по пляжному футболу
- Второе место: 2007

Чемпионат КОНКАКАФ по пляжному футболу
- Первое место (4): 2008, 2011, 2015, 2019
- Второе место (2): 2007, 2017
- Третье место (2): 2009, 2013

## Статистика

### Чемпионат мира
| Год            | Раунд                  | Место                  | И                      | В                      | П                      | ГЗ                     | ГП                     |
| -------------- | ---------------------- | ---------------------- | ---------------------- | ---------------------- | ---------------------- | ---------------------- | ---------------------- |
| с 1995 по 2005 | не участвовала         | не участвовала         | не участвовала         | не участвовала         | не участвовала         | не участвовала         | не участвовала         |
| 2006           | не прошла квалификацию | не прошла квалификацию | не прошла квалификацию | не прошла квалификацию | не прошла квалификацию | не прошла квалификацию | не прошла квалификацию |
| 2007           | Финал                  | 2 место                | 6                      | 4                      | 2                      | 24                     | 25                     |
| 2008           | Групповой этап         | 11 место               | 3                      | 1                      | 2                      | 6                      | 12                     |
| 2009           | не прошла квалификацию | не прошла квалификацию | не прошла квалификацию | не прошла квалификацию | не прошла квалификацию | не прошла квалификацию | не прошла квалификацию |
| 2011           | 1/4 финала             | 8 место                | 4                      | 2                      | 2                      | 9                      | 13                     |
| 2013           | не прошла квалификацию | не прошла квалификацию | не прошла квалификацию | не прошла квалификацию | не прошла квалификацию | не прошла квалификацию | не прошла квалификацию |
| 2015           | Групповой этап         | 15 место               | 3                      | 0                      | 3                      | 4                      | 11                     |
| 2017           | Групповой этап         | 13 место               | 3                      | 0                      | 3                      | 7                      | 16                     |
| 2019           | Групповой этап         | 12 место               | 3                      | 0                      | 3                      | 3                      | 13                     |
| 2021           | не прошла квалификацию | не прошла квалификацию | не прошла квалификацию | не прошла квалификацию | не прошла квалификацию | не прошла квалификацию | не прошла квалификацию |
| 2024           |                        |                        |                        |                        |                        |                        |                        |
| 2025           |                        |                        |                        |                        |                        |                        |                        |
| Всего          | 7/23                   | 16                     | 16                     | 7                      | 9                      | 43                     | 61                     |

### Чемпионат КОНКАКАФ
| Год   | Раунд           | Место      | И  | В  | П  | ГЗ  | ГП  |
| ----- | --------------- | ---------- | -- | -- | -- | --- | --- |
| 2005  | Групповой этап  | 8 место    | 3  | 0  | 3  | 6   | 34  |
| 2006  | Матч за 3 место | 4 место    | 4  | 1  | 3  | 15  | 19  |
| 2007  | Матч за 3 место | 4 место    | 4  | 2  | 2  | 18  | 16  |
| 2008  | Финал           | Победитель | 3  | 3  | 0  | 13  | 3   |
| 2009  | Матч за 3 место | 3 место    | 4  | 3  | 1  | 22  | 9   |
| 2011  | Финал           | Победитель | 5  | 4  | 1  | 15  | 10  |
| 2013  | Матч за 3 место | 3 место    | 4  | 3  | 1  | 30  | 11  |
| 2015  | Финал           | Победитель | 6  | 6  | 0  | 33  | 9   |
| 2017  | Финал           | 2 место    | 6  | 5  | 1  | 37  | 10  |
| 2019  | Финал           | Победитель | 6  | 6  | 0  | 30  | 12  |
| 2021  | Матч за 3 место | 4 место    | 5  | 3  | 2  | 20  | 20  |
| 2023  | Финал           | 2 место    | 6  | 5  | 1  | 20  | 10  |
| Всего | 12/12           | 12/12      | 56 | 41 | 15 | 259 | 163 |